# Вікторія (ім'я)
Вікто́рія (від лат. Victoria — «перемога») — жіноче особове ім'я латинського походження. Набуло широкого поширення в епоху зародження християнства.

## Історія
Вікторія в римській міфології — богиня перемоги. Зображається з крилами, іноді на колісниці, з лавровим вінком у руці, яким вона вінчала переможців. Богиня перемоги присутня й у грецькій міфології у вигляді богині Ніки, яка повністю відповідає римській Вікторії.
В Україні дане ім'я з'явилось у XVIII столітті. Є дуже поширеним, зустрічається частіше в містах, ніж у селах. У списку найпопулярніших імен Вікторія входить до другої десятки.

## Іншомовні аналоги
А — англ. Victoria;
Б — біл. Вікторыя;

 — болг. Виктория;

Г — грец. Βικτоρια; 

Д — дан. Viktoria; 

І  — ісп. Victoria; 
       італ. Vittoria; 

К — кит.: 維多利亞; 

Н — нід. Victoria; 
       нім. Viktoria; 
        норв. Victoria; 

П — пол. Wiktoria;
Р — рос. Виктория;
У — укр. Вікторія; 

Ф — фр. Victoire; 
        фін. Viktoria 

Ч — чеськ. Viktoria; 

Ш — швед. Viktoria; 

Я — яп. ヴィクトリヤ

## Відомі носійки
- Вікторія Булітко (нар. 1983) — українська акторка театру та кіно, співачка.
- Вікторія Литвиненко (нар. 1986) — українська акторка театру та кіно.
- Вікторія Амеліна (до шлюбу Шаламай; 1986—2023) — українська письменниця та громадська діячка.
- Вікторія Тігіпко (до шлюбу Лопатецька; нар. 1973) — українська підприємиця та громадська діячка.
- Вікторія Дайнеко (нар. 1987) — російська співачка й акторка.
- Вікторія Боня (нар. 1979) — російська телеведуча.
- Вікторія Циганова (при народженні Жукова; нар. 1963) — радянська та російська співачка.
- Вікторія Врадій (більш відома як Сестричка Віка; нар. 1961) — українська співачка.
- Вікторія Ковальчук (1954—2021) — українська художниця.
- Вікторія Стах (нар. 1969) — українська поетеса, перекладачка та журналістка.
- Вікторія Пташник (нар. 1983) — українська юристка та політик, народний депутат України 8-го скликання.
- Вікторія Гресь (нар. 1964) — українська дизайнерка та художниця по костюмах.
- Вікторія Ніро (справжнє ім'я Вікторія Юліянівна Слободська; нар. 2003) — українська співачка.
- Вікторія Мазур (нар. 1994) — українська художня гімнастка.
- Вікторія Онопрієнко (нар. 2003) — українська гімнастка.
- Вікторія Ус (нар. 1993) — українська веслувальниця.
- Вікторія Сюмар (нар. 1977) — українська журналістка, громадська діячка, політик, медіаекспертка.
- Вікторія Рощина (1996—2024) — українська журналістка.
- Вікторія Варлей (нар. 1984) — українська акторка театру, кіно та телебачення.
- Вікторія Брежнєва (до шлюбу Денисова; 1907—1995) — дружина Генерального секретаря ЦК КПРС Леоніда Брежнєва.
- Вікторія Федорова (1946—2012) — радянська й американська акторка, письменниця та сценаристка. Дочка радянської акторки Зої Федорової.
- Вікторія (1819—1901) — королева Сполученого Королівства Великої Британії та Ірландії з 20 червня 1837 року по 22 січня 1901 року.
- Вікторія Нуланд (нар. 1961) — американська політична діячка.
- Вікторія Бекхем (до шлюбу Адамс; нар. 1974) — британська співачка, акторка та модельєрка.
- Вікторія Абріль (справжнє ім'я Вікторія Меріда Рохас; нар. 1959) — іспанська балерина та кіноакторка.
- Вікторія Голубич (нар. 1992) — швейцарська тенісистка хорватсько-сербського походження.
- Вікторія (нар. 1977) — спадкоємиця шведського престолу.